# Giancarlo Antognoni
Giancarlo Antognoni (Marsciano, 1 de abril de 1954) é um ex-futebolista italiano.

## Carreira
Iniciou a carreira em 1970 no pequeno Astimacobi. Dois anos depois, rumaria para a Fiorentina, onde tornaria-se um dos maiores ídolos do clube.  Ficou quinze anos na equipe de Florença, ganhando a Copa da Itália de 1976.
Com a Seleção Italiana, esteve na Eurocopa 1980 e nas Copas do Mundo de 1978 e 1982. Foi tricampeão com a Azzurra em seu segundo mundial, mas guardou uma dor: meio-campo titular, lesionou-se na semifinal, contra a Polônia, e teve de ficar de fora da decisão, onde seu lugar ficou com o jovem Giuseppe Bergomi.
Em 1987, mudou-se para o futebol suíço, jogando dois anos no Lausanne Sports, onde se aposentou.